# Kurt Westergaard
Kurt Westergaard (Døstrup, 13 de julho de 1935 – Copenhaga, 14 de julho de 2021) foi um cartunista dinamarquês. Criou um dos doze desenhos polêmicos sobre Maomé que mostrou usando um turbante no formato de uma bomba.
Em 2008, uma investigação policial conclui que a vida do cartunista estava em perigo. Em 2010, a polícia prendeu um somali armado com uma faca na casa de Westergaard. A partir deste episódio, o cartunista teve que viver com guarda-costas e em endereços secretos. Posteriormente, decidiu viver abertamente em uma casa fortemente fortificada em Aarhus, na Dinamarca.
Morreu em 14 de julho de 2021, após sofrer uma longa enfermidade (não divulgada).